# Mahboubeh Ghayour
Mahboubeh Ghayour (persisch محبوبه غیور; * 8. April 1980) ist eine ehemalige iranische Leichtathletin, die im Mittel- und Langstreckenlauf an den Start ging.

## Sportliche Laufbahn
2010 gewann Mahboubeh Ghayour bei den Hallenasienmeisterschaften in Teheran in 10:29,31 min die Bronzemedaille im 3000-Meter-Lauf hinter der Kirgisin Wiktorija Poljudina und ihrer Landsfrau Leila Ebrahimi. Im selben Jahr gewann sie bei den Westasienmeisterschaften in Aleppo in 18:12,81 min die Bronzemedaille im 5000-Meter-Lauf hinter den Bahrainerinnen Tejitu Daba und Shitaye Eshete und auch über 3000 m Hindernis gewann sie in 11:36,52 min die Bronzemedaille hinter den Bahrainerinnen Kareema Saleh Jasim und Aster Tesfaye.